# Restes prehistòriques de s'Àguila - Puig d'Escorca
Les restes prehistòriques de s'Àguila - Puig d'Escorca és un jaciment arqueològic situat al puig d'Escorca, en una segregació de la possessió de s'Àguila, al municipi de Llucmajor, Mallorca.
En aquest jaciment s'hi troba una naveta d'habitació del qual només en queden algunes pedres de la seva filada del fonament. Les seves dimensions són 11,0 m de llargària per 5,6 m d'amplària màxima al centre. La cambra té 9,1 m de llargària per 3,4 m d'amplària.